# Pétervására
Pétervására város Heves vármegyében; a Pétervásárai járás központja, a vármegye legkisebb városa. Egybeépült Erdőkövesd településsel. Helyileg és a környéken általánosan használt (nem hivatalos) elnevezése: Péterke.

## Fekvése
A megye északi részén, a Tarna völgyében fekszik, a megyeszékhely Egertől közúton 33, Salgótarjántól 35, Ózdtól 36 km-re. Dél-délnyugat felől a Mátra, északról a Tarnavidéki Tájvédelmi Körzet (a bárna–ivádi hegycsoport és a Heves–Borsodi-dombság), keletről a Bükk-vidék határolja.
A közvetlenül határos települések: észak felől Erdőkövesd és Váraszó, északkelet felől Bükkszenterzsébet, kelet felől Tarnalelesz, délkelet felől Kisfüzes, dél felől Recsk, délnyugat felől Mátraballa, nyugat felől Ivád, északnyugat felől pedig Mátranovák és Istenmezeje.

### Megközelítése
Legfontosabb közúti megközelítési útvonala a 23-as főút, mely áthalat a központján is. Északabbi szomszédaival a 2305-ös, délkeleti szomszédai közül Szajlával a 2412-es, Kisfüzessel pedig a 24 121-es út köti össze. Vasútvonal nem érinti.

## Története
Pétervására és környéke ősidőktől lakott hely. Régészeti leletek sokasága tanúsítja, hogy már az újkőkorban, majd a késő rézkorban, a bronzkorban és a vaskorban is éltek emberek ezen a vidéken. A honfoglalás után csakhamar a kabarok népcsoportjának előkelő ága, az Aba nemzetség telepedett le itt.
Legelső temploma már a 11. század elején állhatott, de a település első említése csak 1247-ből való, Peturwasara alakban. 1333-ban virágzó egyházként említik. A 15. század közepétől vásártartási joggal rendelkező mezőváros. Száz évvel később a török felégette, de a város nem néptelenedett el; ma is élnek itt olyan családok, amelyeknek neve már a hódoltság előtti jobbágylistákban szerepelt: Eged, Varga, Sály, Bátka, Szántó. A város birtokosa és kegyura 1699-től 1945-ig a horvát eredetű Keglevich család volt.
Az 1848–49-es szabadságharc idején Máriássy János honvéd alezredes alakulatával rátört a város főterén táborozó császáriakra, érzékeny veszteséget okozva az osztrák haderőnek, von Schlick altábornagy azonban visszaverte a magyar honvédeket. Erre emlékeztet a Petőfi út egyik házának falába fúródott ágyúgolyó.
A történelem később sem kímélte Pétervásárát: a II. világháború alatt, 1944 decemberében a település hadszíntérré vált.
1956 őszén Pétervásárán is munkástanács alakult. A forradalom leverése után a helyi lakosság körében jelentős ellenállás bontakozott ki, melyet a hatalom csak nehezen tudott felszámolni. Többeket bebörtönöztek, köztük a Pétervásárai Járási Forradalmi Tanács elnökét (12 évre ítélték, az 1963-as amnesztiával szabadult).
A mezővárosi státuszát a 17. század végén elvesztő és attól kezdve nagyközségi rangú Pétervásárát 1989. március 20-án nyilvánították újra várossá. A közel 3000 lakosú település ezzel az ország akkor legkisebb városa lett. A helyi filmszínházban tartott hivatalos ünnepségen a Minisztertanács államtitkára adta át a városról szóló oklevelet Pál László tanácselnöknek. Jelen volt a megyei és járási pártvezetés, valamint egy országgyűlési képviselő is.

## Közélete

### Polgármesterei
- 1990–1994: Pál László (független)[7]
- 1994–1998: Pál László (Kossuth út 30/B; független)[8]
- 1998–2002: Pál László (független)[9]
- 2002–2006: Pál László (független)[10]
- 2006–2010: Pál László (független)[11]
- 2010–2014: Eged István (Fidesz-KDNP)[12]
- 2014–2019: Eged István (Fidesz-KDNP)[13]
- 2019–2024: Eged István (Fidesz-KDNP)[14]
- 2024– : Eged István (Fidesz-KDNP)[3]

A településen az 1994. december 11-én megtartott önkormányzati választás érdekessége volt, hogy a polgármesteri címért versenybe szálló személyek között két teljesen egyforma nevű jelölt is indult, akiket így a hivatalos választási dokumentumokban is csak a lakcímük, illetve foglalkozásuk feltüntetésével lehetett elkülöníteni. A Kossuth utcai lakos Pál László által legyőzött másik Pál László neve mellett a zárójelbe tett Magtáros kifejezés szerepelt.

## Népcsoportok, demográfia, megélhetés
A település lélekszáma 1920-ban 2085, 1995-ben 2611 fő volt. Az 1980-as évek végén Pétervására teljes népessége megközelítette a 3000 főt.
A kilencvenes évekig a férfi lakosság fő munkáltatója a nehézipar volt (Salgótarján, Ózd, Borsodnádasd gyárai és bányái, mátravidéki üzemek). Sokan dolgoztak az erdőgazdaságban, jártak Egerbe, sőt az Alföldre is (pl. Hatvanba), ahol a pétervásárai és környékbeli lányok-asszonyok idényjellegű mezőgazdasági munkát vállaltak vagy a feldolgozóiparban helyezkedtek el.
Sokáig Pétervására volt a legkisebb lélekszámú település, ahol nem takarékszövetkezethez tartozó pénzintézeti fiók üzemelt, hanem valamelyik hazai „nagy” bank tartott fent helyi fiókot – ez volt a Szent Márton út 9. szám alatt található OTP-fiók. A bankfiók azonban 2022. júniusában bezárt.
A település népességének változása:
| Lakosok száma | 2306 | 2267 | 2031 | 2016 | 2062 | 2076 |
|               | 2013 | 2014 | 2018 | 2022 | 2023 | 2024 |

2001-ben a pétervásáraiak 92%-a magyar, 8%-a cigány nemzetiségűnek vallotta magát.
A 2011-es népszámlálás során a lakosok 80,6%-a magyarnak, 7,2% cigánynak, 0,4% németnek mondta magát (19,4% nem nyilatkozott; a kettős identitások miatt a végösszeg nagyobb lehet 100%-nál). A vallási megoszlás a következő volt: római katolikus 56,4%, református 1,7%, felekezeten kívüli 8,6% (28,7% nem nyilatkozott).
2022-ben a lakosság 92,8%-a vallotta magát magyarnak, 6,6% cigánynak, 0,2% németnek, 0,1-0,1% románnak, ruszinnak, ukránnak, szlováknak és szerbnek, 2% egyéb, nem hazai nemzetiségűnek (7% nem nyilatkozott; a kettős identitások miatt a végösszeg nagyobb lehet 100%-nál). Vallásuk szerint 43,3% volt római katolikus, 1,7% református, 0,4% evangélikus, 0,3% görög katolikus, 0,1% izraelita, 3,2% egyéb keresztény, 0,9% egyéb katolikus, 9,4% felekezeten kívüli (40,4% nem válaszolt).

## Nevezetességei
Kéttornyú templom

A város római katolikus templomát Keglevich Károly kegyúr emeltette az 1719-ben épült korábbi egyház helyén, 1812–17 között. Povolny Ferenc egri építőmester munkája. Hivatalos nevét a városnak a címerében is látható védőszentjéről kapta: Tours-i Szent Márton Plébániatemplom, de a környék népe csak úgy hívja: péterkei vagy palóc székesegyház. Egyike volt Magyarország első romantikus stílusú, neogótikus épületeinek. Altemplomában van a Keglevichek kriptája, melyet 1980-ban, az utolsó leszármazott halálát követően befalaztak.

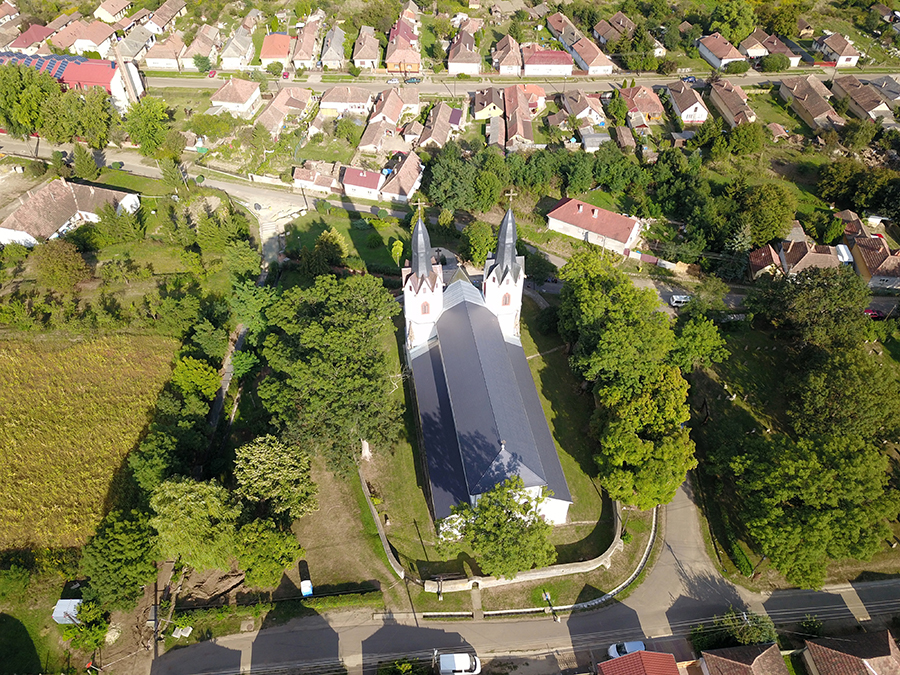
Pétervására, templom légi fotón

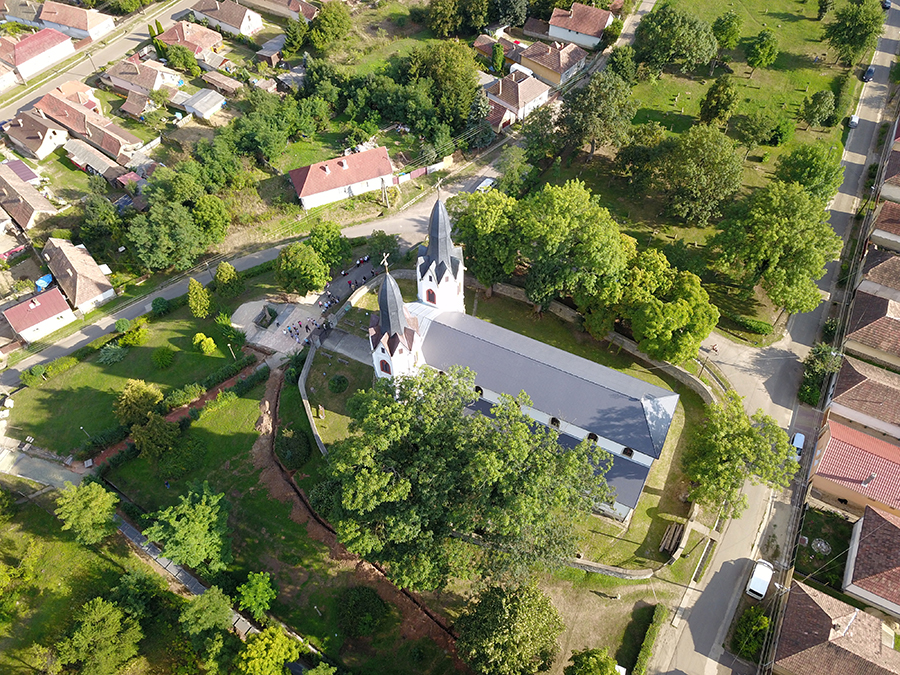
Pétervására, templom légi felvételen

A templom orgonáját Laczai Mihály káplán kezdeményezésére az egri Mooser Lajostól rendelték meg, aki többek között az esztergomi és az egri székesegyházak orgonáit is építette. Az 1500 forintos vételárat Keglevich Gyula gróf özvegyének adományából fedezték. A hangszer egy év alatt készült el, felszentelésére 1869. június 22-én került sor. A ceremónia után a település közössége köszönetképpen Mooser Lajosnak egy ezüst burnótszelencét, Károly fiának pedig egy tajtékpipát ajándékozott. A 62 éves mester meghatottan vallotta be, hogy ilyen megtiszteltetés sem Esztergomban, sem Egerben nem érte.
Körkápolna

A Kossuth és Petőfi út kereszteződésénél áll az 1722-ben barokk stílusban épült, kis méretű körtemplom.
Keglevich-kastély

Az 1760-ban elkészült U alakú, kétszintes, manzárdtetős barokk kastélyt Keglevich I. Gábor építtette. Kivitelezője Quadri Kristóf olasz származású gyöngyösi építőmester volt. A 19. század elején oldalszárnyakkal bővítették. A lépcsőház míves kapuja az Iparművészeti Múzeum gyűjteményébe került. A pinceajtó a hozzá tartozó ötnyelves zárral, valamint a lépcsőkorlát Fassola Henrik lakatosmester munkája. Beller Jakab gyöngyösi festő készítette 1762-ben az emeleti díszterem nagyszerű rokokó freskóit, melyeken a kastély építésének jelenetei, a négy évszak és görög mitológiai alakok láthatók; a falakon a gyanakvás, kétségbeesés, bujaság és előkelőség témáit is megfestette a művész. A kastély a II. világháború után sokáig elhagyatottan állt. Felújítására 1964-től került sor. Ma szakiskola (Mezőgazdasági Középfokú Szakoktatási, Továbbképző és Szaktanácsadó Intézet) és kollégium működik az épületben.
1849-es ágyúgolyó

A Petőfi út egyik házának falába fúródott nagy ólomlövedékre emléktábla hívja fel a figyelmet (Petőfi út 9.):
„1849 FEBRUÁR 24.
PÉTERVÁSÁRAI CSATA EMLÉKÉRE
1995. VÁROSI ÖNKORMÁNYZAT”
A házat valamikor 2019 és 2023 között elbontották.
Kőoroszlánok

Az egykori kastélykapu kőoroszlánjai ma a Szabadság téri Hősök kertjét őrzik. Korábbi helyük a tér másik oldalán volt.
I. világháborús emlékmű

1920 óta áll a Szabadság téren.
Szovjet hősi emlékmű

Ugyancsak a Szabadság téren látható.
Szabadság-szobor

Somogyi Árpád alkotása 1967 óta áll a Szabadság téren, az iskola előtti parkban. Oszlopán a betűk erősen megkoptak:
„СЛАВА СОВЕТСКИМ ГЕРОЯМ ОСВОБОЖДЕНИЯМ
DICSŐSÉG A FELSZABADÍTÓ SZOVJET HŐSÖKNEK”

## Híres emberek
- Itt született 1843-ban Káplány Géza királyi ítélőtáblai bíró, telekkönyvi jogász, költő, író
- Itt született 1854-ben Káplány József városi tanácsos, író
- Itt született 1857-ben Káplány Antal bölcseleti doktor, gimnáziumi tanár, író
- Itt született 1882-ben Keller Oszkár zoológus, akadémiai tanár
- Itt született 1901-ben Szántó Vezekényi István a Független Kisgazdapárt tagja, a Magyar Parasztszövetség Heves megyei elnöke, nemzetgyűlési képviselő, a parlament jegyzője.
- Itt született 1937-ben Fábián Béla magyar úszó, többszörös szenior világbajnok, "Eger Kiváló Sportolója" a "Pro Agria Díj" kitüntetettje.
- Itt született 1996-ban Bukrán Erik magyar labdarúgó, kapus

## Testvértelepülések
- Feled
- Gyulakuta
- Szczurowa

## Külső hivatkozások
- Pétervására Polgármesteri Hivatalának honlapja